# Willis John Gertsch
Willis John Gertsch (geboren 4. Oktober 1906 in Montpelier, Idaho; gestorben 12. Dezember 1998 in Tucson, Arizona) war ein US-amerikanischer Arachnologe. Er beschrieb fast 1.000 Arten, überwiegend Webspinnen, darunter so bekannte Arten wie die Brown Recluse Spider (Loxosceles reclusa). Insbesondere hat er zahlreiche Loxosceles-Arten (Sicariidae) beschrieben und sich den Wolfsspinnen (Lycosidae) gewidmet. Seine Forschungen über eine Vielzahl von Spinnenfamilien hatten großen Einfluss auf die Systematik der Webspinnen. Unter seinen Veröffentlichungen war das 1949 erschienene und 1979 neu aufgelegte Buch American Spiders auch außerhalb der Fachwelt erfolgreich.

## Leben

### Kindheit und Jugend
Willis John Gertsch wuchs als Kind eines aus der Schweiz stammenden Ehepaars mit jüngeren Geschwistern, zwei Brüdern und einer Schwester, in Montpelier auf. Er besuchte öffentliche Schulen und trug als Milchjunge und mit Arbeit im örtlichen Kino zum Familieneinkommen bei. Als Jugendlicher begann er sich für Naturkunde zu interessieren und sammelte Schmetterlinge. Als Willis sich 1924 an der University of Utah einschrieb zog die ganze Familie nach Salt Lake City, damit sein Studium die Familie in geringerem Ausmaß belastete. Während der Semesterferien arbeitete Gertsch bei einem Instandsetzungstrupp der Eisenbahn.

### Akademische Ausbildung
Als Gertsch sein zweites Studienjahr begann, kam der Zoologe Ralph Vary Chamberlin vom Museum of Comparative Zoology der Harvard University zurück an die University of Utah. Chamberlin war seinerzeit einer von nur acht Arachnologen in den Vereinigten Staaten. Ohne sein Interesse für Schmetterlinge völlig aufzugeben, machte Gertsch unter der Anleitung von Chamberlin die Spinnentiere zu seinem Forschungsschwerpunkt.
Willis J. Gertsch erwarb 1928 an der University of Utah seinen Bachelor-Titel und 1930 seinen Masterabschluss. Anschließend wechselte er für sein Doktorandenstudium an die University of Minnesota Duluth, wo er 1935 mit einer Arbeit über die Biologie und Taxonomie einer Unterfamilie der Krabbenspinnen promovierte. In Duluth begegnete Gertsch dem Leiter der entomologischen Abteilung des American Museum of Natural History, Frank E. Lutz, der dringend einen Mitarbeiter zum Aufbau einer arachnologischen Sammlung suchte.

### American Museum of Natural History
Noch während seines Doktorandenstudiums, im Frühherbst 1932, begann Gertsch seine Arbeit am American Museum of Natural History in New York City. Die University of Minnesota Duluth hatte ihm gestattet, seine Doktorarbeit in Abwesenheit zu erstellen. Gertsch baute wie erwartet die arachnologische Sammlung des Museums auf und wurde für 36 Jahre ihr Kurator. Neben der notwendigen taxonomischen Arbeit gelang es Gertsch bedeutende Sammlungen anderer Institutionen für sein Museum zu sichern. Dazu gehörten die von Sherman C. Bishop aufgebaute Sammlung, und jene von Ralph Vary Chamberlin an der University of Utah, deren Bearbeitung Gertsch bis in den Ruhestand durchführte. Darüber hinaus konnte Gertsch bedeutende Dauerleihgaben der Cornell University und der Smithsonian Institution gewinnen.

### Forschungen
Willis J. Gertsch legte während seiner gesamten wissenschaftlichen Laufbahn großen Wert auf die biologische Feldarbeit und führte zahlreiche Forschungsreisen und Expeditionen durch. Er betrachtete die Veröffentlichung seiner Erkenntnisse als Verpflichtung und publizierte bis ins hohe Alter. Dabei beschrieb Gertsch im Laufe seiner Karriere annähernd 1.000 Arten und führte zahlreiche Revisionen von Familien und Gattungen der Spinnentiere durch. Neben den Webspinnen arbeitete er auch über Geißelskorpione, Skorpione und Kapuzenspinnen. Über mehr als ein halbes Jahrhundert war er der führende amerikanische Arachnologe. Nach seiner Pensionierung forschte und veröffentlichte er weiter, insbesondere zu in Höhlen lebenden Spinnen, und war Mitherausgeber des Journal of Arachnology. Gertsch war Vorstandsmitglied der American Arachnological Society.

### Privatleben
Willis J. Gertsch heiratete noch während seines Studiums in Duluth im August 1932 seine Kommilitonin Jean Elizabeth Moore, die ihren Magister-Abschluss anstrebte. Sie hatten drei Kinder und sechs Enkel. 1968 trat Gertsch als Mitarbeiter des American Museum of Natural History in den Ruhestand und zog mit seiner Ehefrau nach Portal, Arizona, am Fuß der Chiricahua Mountains. Nur vier Meilen entfernt befindet sich eine Forschungsstation des Museums, die Gertsch bereits in den 1950er Jahren wiederholt besucht und 1962 für einen Sommer kommissarisch geleitet hatte. Jean Moore Gertsch starb 1993, Willis J. Gertsch lebte von 1995 bis zu seinem Tod am 12. Dezember 1998 in einem Pflegeheim in Tucson, Arizona.

## Trivia
Der US-amerikanische Schriftsteller E. B. White befragte Gertsch vor der Veröffentlichung seines Kinderbuchs Wilbur und Charlotte (englischer Titel: Charlotte's Web) über eine von ihm beobachtete Spinne. Gertsch identifizierte die Spinne als Araneus cavaticus, eine in Nordamerika heimische Kreuzspinne. Der volle Name der Spinne Charlotte lautete in Whites Buch entsprechend Charlotte A. Cavatica.

## Dedikationsnamen (Auswahl)
Nach Willis J. Gertsch wurden über Jahrzehnte hinweg Arten und höhere Taxa benannt. Dabei handelte es sich überwiegend um Webspinnen, aber auch um Weberknechte, Skorpione und Insekten. Besonders hervorzuheben sind:
- Cicurina gertschi Exline, 1936 (Araneae, Dictynidae): eine frühe Ehrung des erst 30-jährigen Gertsch.[9]
- Tricholepidion gertschi Wygodzinsky, 1961: ein Fischchen aus der monotypischen Familie Lepidotrichidae (Insecta, Zygentoma), ist möglicherweise der einzige rezente Vertreter einer eigenen Ordnung der Insekten. Die Typusexemplare wurden im August 1959 von Willis J. Gertsch und Vincent D. Roth in Nord-Kalifornien gesammelt.[10]
- Gertschiola Bertoli, 1981 (Araneae, Pholcidae): Im Zuge einer Revision neu aufgestellte Gattung der Zitterspinnen.[11]
- Gertschosa Platnick & Shadab, 1981 (Araneae, Gnaphosidae): Im Zuge einer Revision neu aufgestellte Gattung der Glattbauchspinnen.[12]
- Willisus Roth, 1981 mit der einzigen Art Willisus gertschi Roth 1981: sowohl der Gattungsname als auch das Artepitheton dieser Trichterspinne (Araneae, Agelenidae) ehren Willis J. Gertsch.[13]
- Gertschanapis Platnick & Forster, 1990 (Araneae, Anapidae): eine monotypische Gattung der Zwergkugelspinnen.[14]
- Gertschius Graham & Soleglad, 2007 (Scorpiones, Vaejovidae): aus einer neu beschriebenen und mehreren aus einer anderen Gattung stammenden Arten gebildete Gattung der Vaejovidae.[15]

## Veröffentlichungen (Auswahl)
- 1933: New genera and species of North American spiders. In: American Museum Novitates 636, S. 1–28. PDF
- 1933: Diagnoses of new American spiders. In: American Museum Novitates 637, S. 1–14. PDF
- 1934: Notes on American Lycosidae. In: American Museum Novitates 693, S. 1–25. PDF
- 1934: Further notes on American spiders. In: American Museum Novitates 726, S. 1–26. PDF
- 1935: The Biology and Taxonomy of Nearctic Crab-Spiders (Misumeninae). In: Ph.D. thesis, University of Minnesota, St. Paul 1935, OCLC 761368711
- 1935: Spiders from the southwestern United States, with descriptions of new species. In: American Museum Novitates 792, S. 1–31. PDF
- 1935: Willis J. Gertsch und H. K. Wallace: Further notes on American Lycosidae. In: American Museum Novitates 794, S. 1–22. PDF
- 1936: Willis J. Gertsch und Stanley Mulaik: Diagnoses of new Southern spiders. In: American Museum Novitates 851, S. 1–21. PDF
- 1936: Willis J. Gertsch und Wilton Ivie: Descriptions of new American spiders. In: American Museum Novitates 858, S. 1–25. PDF
- 1939: Willis J. Gertsch und William L. Jellison: Notes on a collection of spiders from Montana. In: American Museum Novitates 1032, S. 1–13. PDF
- 1939: A revision of the typical crab-spiders (Misumeninae) of America north of Mexico. In: Bulletin of the American Museum of Natural History 76(7): 277–442. PDF
- 1939: Report on a collection of Arachnida from the Chisos Mountains. In: Contributions from Baylor University Museum 24, S. 17–26, OCLC 5393624.
- 1941: New American spiders of the family Clubionidae. I. In: American Museum Novitates 1147, S. 1–20.PDF
- 1949: American Spiders. D. Van Nostrand, New York, Digitalisat.
- 1955: The spider genus Neon in North America. In: American Museum Novitates 1743, S. 1–17. PDF
- 1958: The spider family Plectreuridae. In: American Museum Novitates 1920, S. 1–53. PDF
- 1958: Results of the Puritan-American Museum Expedition to Western Mexico. 4. The Scorpions. In: American Museum Novitates 1903, S. 1–20. PDF
- 1960: Descriptions of American spiders of the family Symphytognathidae. In: American Museum Novitates 1981, S. 1–40. PDF
- 1960: The fulva group of the spider genus Steatoda (Araneae, Theridiidae). In: American Museum Novitates 1982, S. 1–48. PDF
- 1961: The spider genus Lutica. In: Senckenbergiana Biologia 42(4), S. 365–374, ZDB-ID 206929-5.
- 1964: The spider genus Zygiella in North America (Araneae, Argiopidae). In: American Museum Novitates 2188, S. 1–21. PDF
- 1965: Willis J. Gertsch und Dorald M. Allred: Scorpions of the Nevada Test Site. In: Brigham Young University Science Bulletin 6(4), S. 1–16, Digitalisat (ganzer Band).
- 1966: Willis J. Gertsch und Michael E. Soleglad: The scorpions of the Vejovis boreus group (subgenus Paruroctonus) in North America (Scorpionida, Vejovidae). In: American Museum Novitates 2278, S. 1–54. PDF.
- 1971: Scorpion. In: Encyclopedia Americana, Band 24, S. 426–427.
- 1972: Willis J. Gertsch und Michael E. Soleglad: Studies of North American scorpions of the genera Uroctonus and Vejovis (Scorpionida, Vejovidae). In: Bulletin of the American Museum of Natural History 148(4), S. 551–607. PDF.
- 1973: A report on cave spiders from Mexico and Central America. In: Robert W. Mitchell und James R. Reddell (Hrsg.): Studies on the cavernicole fauna of Mexico and adjacent regions. Association for Mexican Cave Studies Bulletin 5, S. 141–163, Online PDF, ganzer Band (24 MB).
- 1974: Scorpionida. In: Encyclopedia Britannica, 15th edition, Band 16, S. 401–403.
- 1976: Willis J. Gertsch und Susan E. Riechert: The spatial and temporal partitioning of a desert spider community, with descriptions of new species. In: American Museum Novitates 2604, S. 1–25. PDF.
- 1979: Willis J. Gertsch und Norman I. Platnick: A revision of the spider family Mecicobothriidae (Araneae, Mygalomorphae). In: American Museum Novitates 2687, S. 1–32. PDF.
- 1979: American Spiders. 2. Auflage. Van Nostrand Reinhold Co., New York, 274 S., ISBN 978-1176184008.
- 1982: The spider genera Pholcophora and Anopsicus (Araneae, Pholcidae) in North America, Central America, and the West Indies. In: James R. Reddell (Hrsg.): Further studies on the cavernicole fauna of Mexico and adjacent regions, S. 95–144. Association for Mexican Cave Studies Bulletin 8 (also Bulletin Texas Memorial Museum 28), Online PDF, ganzer Band (23 MB).
- 1984: The spider family Nesticidae (Araneae) in North America, Central America, and the West Indies. In: Bulletin of the Texas Memorial Museum 31: i-viii, S. 1–91, Online.
- 1989: Willis J. Gertsch und Gary A. Polis: Major Arachnid orders. Scorpions. Classification. In: New Encyclopaedia Britannica, 13, S. 920.